# Голяма тигрова риба
Голямата тигрова риба, известна още като тигров голиат (Hydrocynus goliath), е вид голяма африканска хищна сладководна риба от семейство Африкански тетри (Alestidae). Този вид е най-големият представител от семейството си. Живее само в басейна на Конго.

## Етимология
Местните жители в близост до басейна на река Конго наричат този вид M'Benga, което означава „опасната риба“ на диалект суахили.

## Разпространение
Hydrocynus goliath се намира в басейна на река Конго (включително река Луалаба и езерото Упемба) и езерото Танганика. Проучване, публикувано през 2011 г., разкрива няколко клади митохондриална ДНК в този регион, което предполага по-голямо богатство на видове тигров голиат от традиционно признатото. Ако бъде потвърдено, това ще ограничи Hydrocynus goliath до басейна на река Конго. Четири допълнителни вида (Hydrocynus vittatus и три неописани вида) изглежда присъстват в този басейн, докато два (Hydrocynus vittatus и един неописан вид) изглежда присъстват в езерото Танганика.

## Описание
Тази едрозъба, силно хищна риба расте до средна дължина от 1,5 метра и тегло от 50 килограма. Зъбите ѝ се вписват в отделни жлебове по протежение на челюстите. Средно всеки от зъбите му може да нарасне до 2,54 см, според биолога и телевизионен водещ Джеръми Уейд.

## Диета
Hydrocynus goliath е рибоядна, хранеща се с всяка риба, която може да надвие, включително с по-малки представители на своя вид.
Когато ловува, тази риба използва по-спокойните водовъртежи на бързеите, за да улови плячката си от засада, използвайки острото си зрение. Когато бъде забелязана цел, рибата ускорява, за да я преследва. Нилският крокодил е единственият известен хищник на зрялата риба Hydrocynus goliath.

## Взаимодействие с хора
В Конго са съобщени редица инциденти с тази риба, нападаща хората. Тази репутация, съчетана с нейната сила, ѝ е спечелила почти митичен статут сред риболовците и е наричана „най-голямата сладководна дивечова риба в света“.